# Кашина Скарпета (Бреша)
Кашина Скарпета је насеље у Италији у округу Бреша, региону Ломбардија.
Према процени из 2011. у насељу је живело 18 становника. Насеље се налази на надморској висини од 111 м.